# Xylocopa hyalinipennis
Xylocopa hyalinipennis är en biart som beskrevs av Heinrich Friese 1922. Xylocopa hyalinipennis ingår i släktet snickarbin, och familjen långtungebin. Inga underarter finns listade i Catalogue of Life.